# 前森山
前森山（まえもりやま）は、岩手県八幡平市にある山。標高1305m。

## 概要
前森山は八幡平火山群を構成する火山体の一つであり最北部に位置する。山頂には展望台が存在する。

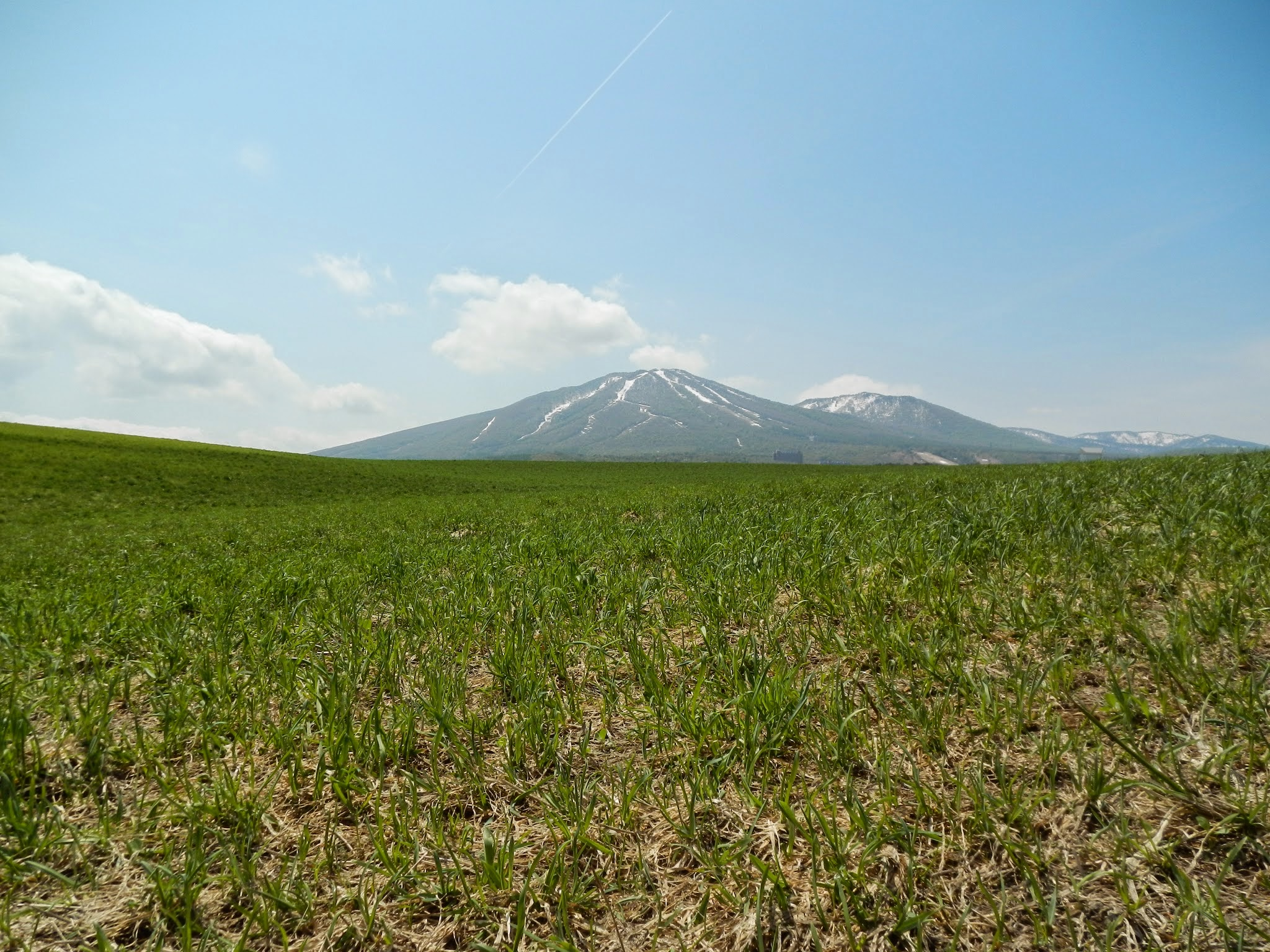
前森山(中央)と西森山(右)を北東から見る
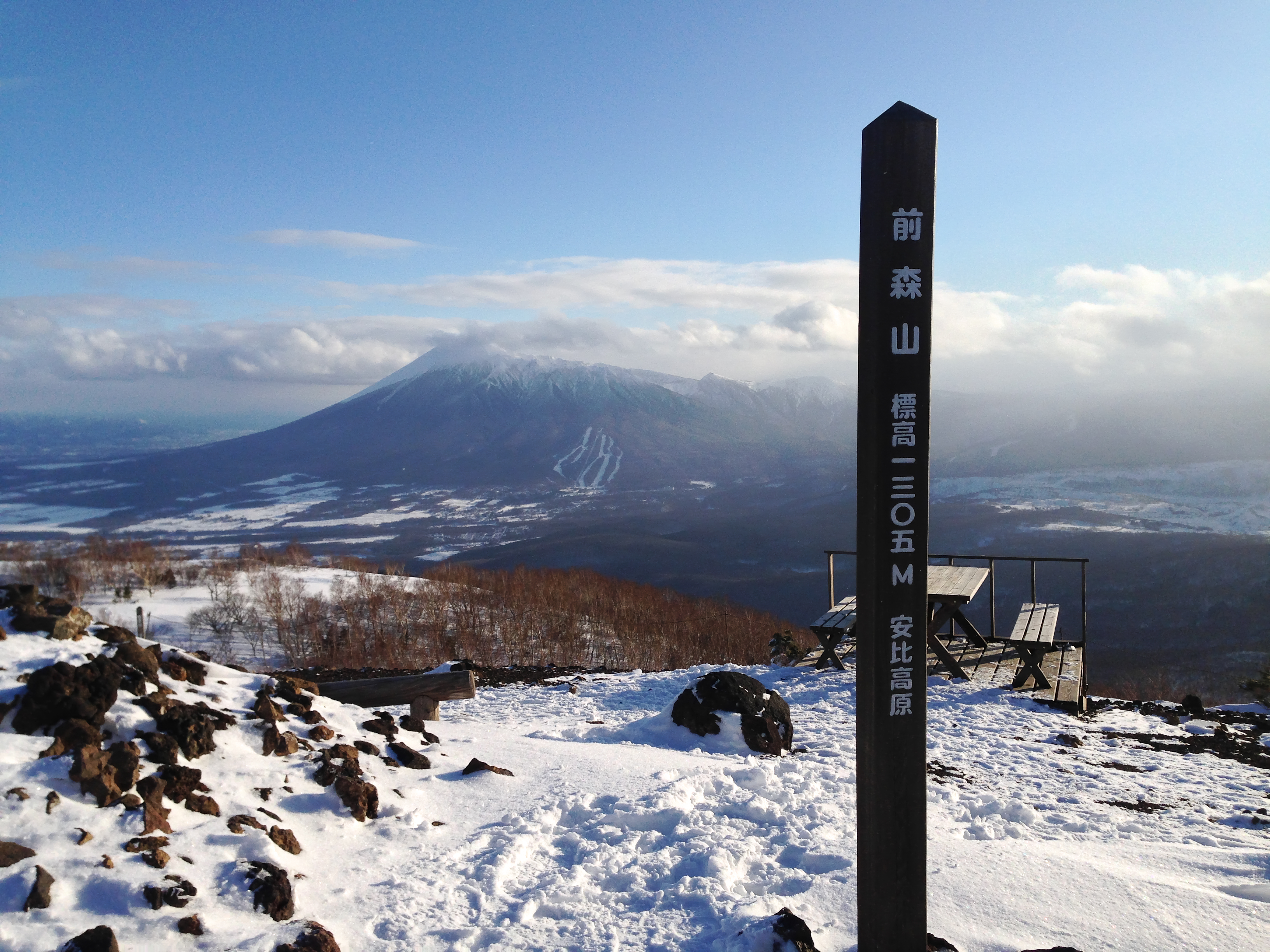
前森山の山頂と岩手山（冬）
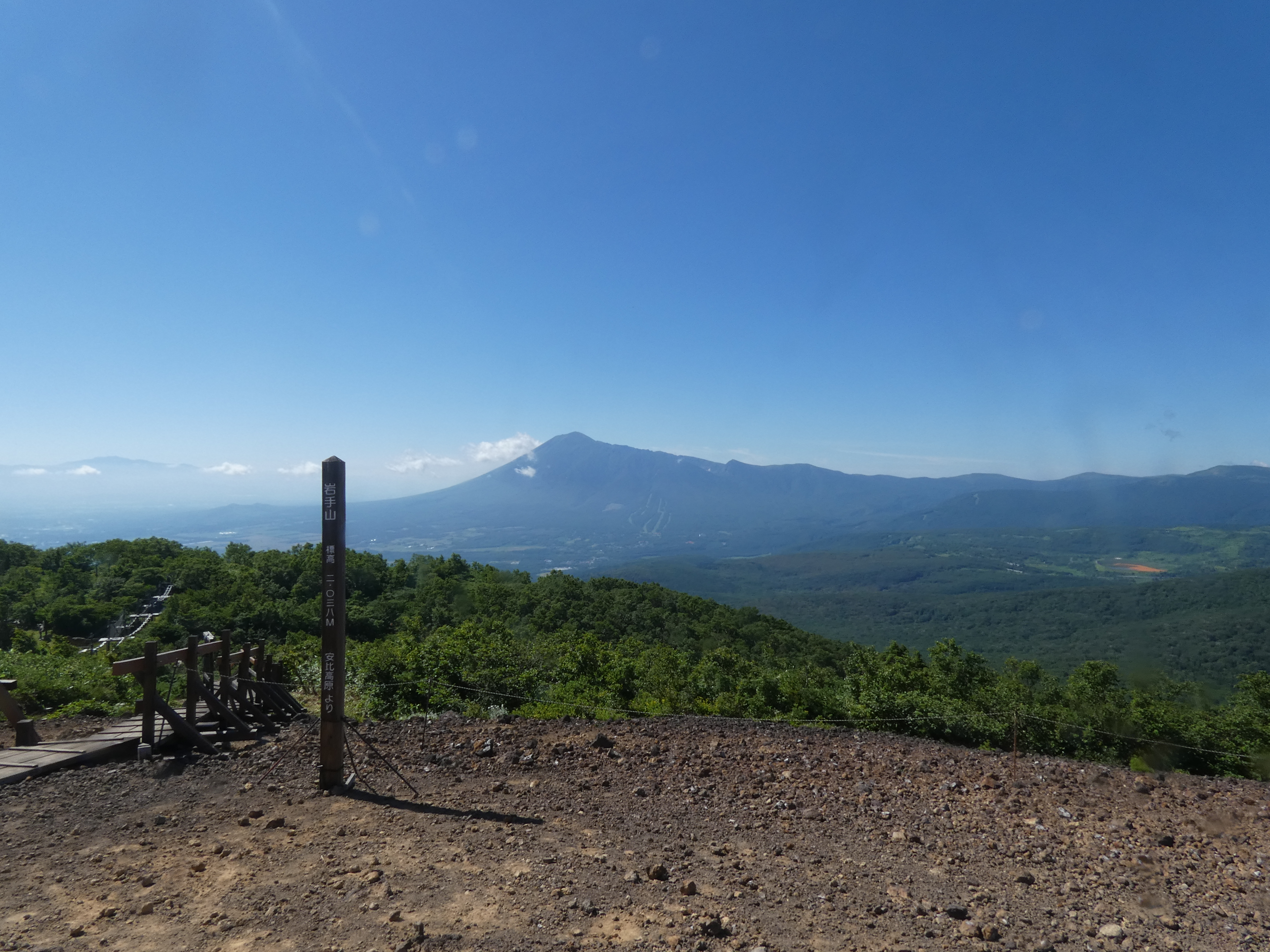
前森山山頂と岩手山（夏）

## 開発史
昭和初期に入ると木炭の生産のために山域の開発が始まり、地域の住民の手によりブナの伐採が盛んに行われた。当時、伐採に当たり天然更新のための母樹を残したこと、伐採跡地ではウシの林間放牧も盛んに行われたため、山域にはブナの一斉林（二次林）が形成された。
第二次世界大戦後、山麓東南域にて中国大陸からの引き揚げ者などの手により前森山集団農場が拓かれた。一方、1960年代以降、エネルギー革命が急速に進み薪炭需要が消滅、森林の伐採は減退した。1980年代に入ると、リクルートの手により山麓東北域にて安比高原スキー場の開発が始まり、東北地方屈指のスキー場を核としたリゾート地が形成された。

## アクセス
安比高原スキー場のゴンドラリフトを利用すれば、頂上駅から10分程度で山頂に至る。距離は長くなるが、茶臼岳経由で八幡平方面へ縦走する足掛かりにもなる。